# Genista toluensis
Genista toluensis är en ärtväxtart som beskrevs av Vals. Genista toluensis ingår i släktet ginster, och familjen ärtväxter. Inga underarter finns listade i Catalogue of Life.